# Стойче Летник
Стойче Божков Летников, наричан Летник, Летникот, е български революционер, деец на Вътрешната македоно-одринска революционна организация.

## Биография
Стойче Летник е роден през 1869 година в крушевското село Селце, тогава в Османската империя, днес в Северна Македония. Наследник е на революционерът от XIX век Трайко Цветков. Присъединява се към ВМОРО като член на революционния комитет в родното си село, четник е първоначално при Алексо Стефанов в Битолско.
Участва в Илинденско-Преображенското въстание в четата на Пито Гули, по-късно е самостоятелен крушевски войвода. Загива в 1909 година, убит от гръцки терористи, заедно с крушевския войвода Тома Никлев при пресичането на река Шемница.

## Галерия
- Четата на Алексо Стефанов. Първи на първия ред (отдясно на войводата) е Стойче Летник.
- Четата на Алексо Стефанова и Стойче Летник
- Група куриери със Стойче Летник (вдясно), Георги Попов (вляво)